# Вальдемар Клепке
Вальдемар Клепке (нім. Waldemar Klepke; 6 жовтня 1882, Бромберг — 5 травня 1945, Берхтесгаден) — німецький офіцер, генерал авіації.

## Біографія
20 квітня 1903 року вступив в 67-й піхотний полк. Закінчив військове училище в Касселі (1904) і Військову академію (1914). Учасник Першої світової війни. Пройшов льотну підготовку (1914), льотчик-спостерігач. З 31 травня 1915 року — командир 45-го авіаз'єднання, з 16 грудня 1916 року — 259-го польового авіаційного з'єднання, з 3 серпня 1917 по 30 грудня 1918 року — 16-ї винищувальної групи.
У лютому-вересні 1919 року — командир 36-ї добровольчої авіагрупи. Після демобілізації залишений в рейхсвері. Обіймав штабні посади, з 21 січня 1924 по 31 січня 1927 року командував ротою 1-го піхотного полку. З 1 червня 1927 по 30 вересня 1930 року — інспектор льотної справи в Дрезденському піхотному училищі. З 1 грудня 1930 року — командир батальйону 15-го піхотного полку і комендант Гессена. З 1 жовтня 1932 року — інструктор льотної справи Військової академії. 1 жовтня 1934 року переведений в люфтваффе і 1 квітня 1935 року призначений інспектором розвідувальної авіації та аерофотозйомки. З 29 жовтня 1936 року — тимчасовий суддя Імперського військового суду (ІТТ), з 23 грудня 1936 року — член Великого сенату ІТТ. 1 лютого 1938 року знову призначений інспектором розвідувальної авіації, а також генералом люфтваффе при головнокомандувачі сухопутними військами. 1 лютого 1939 року, втративши прихильність Германа Герінга, Клепке був переведений на посаду офіцера для особливих доручень при головнокомандувачі люфтваффе, а 30 квітня 1939 року звільнений у відставку.
26 серпня 1939 року знову повернувся на службу і призначений вищим керівником військової підготовки 3-го військового округу. 31 травня 1943 року вдруге вийшов у відставку. Наклав на себе руки.

## Звання
- Фанен-юнкер (20 квітня 1903)
- Фанен-юнкер-унтерофіцер (15 вересня 1903)
- Фенріх (14 листопада 1903)
- Лейтенант (18 серпня 1904)
- Оберлейтенант (18 серпня 1912)
- Гауптман (28 листопада 1914)
- Майор (1 липня 1926)
- Оберстлейтенант (1 лютого 1931)
- Оберст (1 липня 1933)
- Генерал-майор (1 жовтня 1935)
- Генерал-лейтенант (1 серпня 1937)
- Генерал авіації (1 січня 1939)

## Нагороди
- Залізний хрест 2-го і 1-го класу
- Нагрудний знак пілота-спостерігача (Пруссія)
- Орден «За військові заслуги» (Баварія) 4-го класу з мечами
- Орден Фрідріха (Вюртемберг), лицарський хрест 1-го класу з мечами
- Ганзейський Хрест (Гамбург)
- Королівський орден дому Гогенцоллернів, лицарський хрест з мечами
- Пам'ятний знак пілота (Пруссія)
- Рятувальна медаль
- Почесний хрест ветерана війни з мечами
- Медаль «За вислугу років у Вермахті» 4-го, 3-го, 2-го і 1-го класу (25 років)
- Хрест Воєнних заслуг 2-го і 1-го класу з мечами